# Municipalité de Ranua
Ranua est une municipalité du nord de la Finlande, en Laponie. La commune est connue pour son important parc zoologique spécialisé dans les espèces arctiques.

## Géographie
Ranua marque la bordure sud de la Laponie. Le relief y est peu marqué, dépourvu de tunturis. La commune est principalement recouverte de forêts entrecoupées de marécages, les zones cultivées y sont rares, tout comme les rennes en élevage extensif.
Le grand nombre de marais permet de cueillir et de commercialiser en août dans toute la région une grande quantité de mures jaunes des marais (Lakka en finnois), très recherchées pour la confiture.
Le village central, situé à 81 km du centre-ville de Rovaniemi, concentre plus de la moitié de la population, le reste de la municipalité étant largement dépeuplé.
On trouve à Ranua un grand lac, le Simojärvi et ses 90 km2 de superficie et 30 km de long en font le 50e du pays par la superficie).
Les autres lacs remarquables de Ranua sont les lacs Näskäjärvi, Penämönjärvi, Impiönjärvi et Ranuanjärvi, et Paattinkijärvi, dont la moitié est à Rovaniemi.
Long de 193 kilomètres, le fleuve Simojoki est le cours d'eau le plus important de Ranua.
Il prend sa source dans le lac Simojärvi, dans la partie orientale de la municipalité, et ses tronçons supérieur et moyen serpentent à travers la région de Ranua à l'ouest.
La fleuve Simojoki se jette dans la baie de Botnie du côté de Simo.
Ranua est bordée par les municipalités suivantes :
- Côté Ostrobotnie du Nord, Pudasjärvi au sud et Kuivaniemi au sud-ouest.
- Côté Laponie, Simo à l'ouest, Tervola au nord-ouest, Rovaniemi au nord et Posio à l'est.

## Démographie
Depuis 1980, la démographie de Ranua a évolué comme suit :
| Année      | 1980  | 1985  | 1990  | 1995  | 2000  | 2005  |
| ---------- | ----- | ----- | ----- | ----- | ----- | ----- |
| population | 5 603 | 5 556 | 5 655 | 5 575 | 5 052 | 4 715 |

| Année      | 2010  | 2015  | 2020  |
| ---------- | ----- | ----- | ----- |
| population | 4 337 | 4 020 | 3 762 |

## Politique et administration

### Conseil municipal
Les sièges des 17 conseillers municipaux sont répartis comme suit :
| Parti                            | Parti                              | Sièges 2021–2025 |
| -------------------------------- | ---------------------------------- | ---------------- |
|                                  | Parti social-démocrate de Finlande | 1                |
|                                  | Vrais Finlandais                   | 2                |
|                                  | Parti de la coalition nationale    | 4                |
|                                  | Parti du centre                    | 10               |
|                                  | Ligue verte                        | 0                |
|                                  | Parempi Ranua ryhmän yhteislista   | 0                |
| Sources : tulospalvelu.vaalit.fi |                                    |                  |

### Subdivisions administratives
La Municipalité de Ranua regroupe les villages suivants : Asmunti, Hosio, Impiö (fi), Kelankylä, Kortteenperä, Kuha, Kuukasjärvi, Mauru, Nuupas, Petäjäjärvi, Pohjaslahti–Piittisjärvi, Portimo, Putkivaara, Raiskio, Ranua, Rovastinaho, Saariharju, Saukkojärvi, Sääskilahti, Teerivaara, Telkkälä et Tolja.

## Transports
Le réseau routier de Ranua, qui couvre une grande superficie, est assez clairsemé.
La route principale 78 traversant la municipalité du sud au nord-ouest, sert de voie de circulation entre Kajaani et Rovaniemi.
C'est le tronçon routier le plus important et le plus fréquenté de la commune.
Les autres routes régionales sont les routes régionales 858, 924, 941 et 942.
La route régionale 941 va à l'est du centre de Ranua jusqu'à Posio.
La gare la plus proche est la gare de Rovaniemi et l'aéroport le plus proche est l'aéroport de Rovaniemi.
Les ports les plus proches sont le port de Kemi et le port d'Oulu.
Il y a un petit aérodrome le long de la route 78, à huit kilomètres du centre de Ranua en direction de Rovaniemi.
Les distances entre Ranua et les communes importantes sont :
| - Helsinki 766 km - Hämeenlinna 686 km - Ivalo 370 km - Joensuu 468 km - Jyväskylä 497 km - Kajaani 256 km - Kemi 132 km | - Kemijärvi 130 km - Kilpisjärvi 511 km - Kittilä 231 km - Kokkola 357 km - Kotka 741 km - Kouvola 687 km - Kuopio 425 km - Kuusamo 146 km | - Lahti 664 km - Lappeenranta 701 km - Mikkeli 588 km - Nuorgam 578 km - Oulu 159 km - Pori 659 km - Posio 88 km | - Pudasjärvi 72 km - Rovaniemi 82 km - Seinäjoki 484 km - Simo 106 km - Tampere 635 km - Turku 779 km - Vaasa 477 km |